# اثل دیوی
اثل دیوی (انگلیسی: Ethel Davey؛ ۲۱ اکتبر ۱۸۸۵ – ۱۰ مه ۱۹۷۲) تدوین‌گر در ایالات متحده آمریکا بود.
از فیلم‌های او می‌توان به فانتوم اشاره کرد.